# شرواناند
شارواناند مينيني من مواليد 6 مارس 1984a، و هو ممثل ومنتج هندي يعمل بشكل أساسي في أفلام التيلجو إلى جانب عدد قليل من الأفلام التاميلية . ظهر لأول مرة في التمثيل عام 2004 .

بالنسبة اليان حصل على جائزة سيما لأفضل ظهور ذكر لأول مرة - تاميل، وقد فاز أيضًا بجائزة Nandi Special Jury Award عن فيلم (2015). 
1. ↑  "Happy Birthday Sharwanand: Fans pour the Jaanu actor with wishes on Twitter as he turns 35". The Times of India (بالإنجليزية). Archived from the original on 2020-03-11. Retrieved 2021-01-02.
2. ↑  "Happy Birthday Sharwanand: Six Honest performances of the self-made star". The Times of India. مؤرشف من الأصل في 2019-12-28. اطلع عليه بتاريخ 2020-03-06.